# Михаљ Њилаш
Михаљ Њилаш (Ором, 14. јануар 1962) је политичар, правник и тренутни државни секретар при Министарству правде. Био је потпредседник Покрајинске владе и покрајински секретар за образовање, прописе, управу и националне мањине - националне заједнице (2014-2020), председник општине Кањижа (2008–2014) и судија Општинског суда у Кањижи.

## Биографија
Рођен је 1962. године у Орому, општина Кањижа, где и тренутно живи. Основну школу "Киш Ференц" завршио је у родном селу, средњу школу "Светозар Марковић" с правним смером у Суботици, а потом је студирао на правном факултету у Новом Саду.
Као дипломирани правник, 1985. године запослио се у фабрици намештаја „Будућност” у Суботици, где је најпре радио као правни референт, а касније као директор сектора за опште и правне послове. По положеном правосудном испиту 1990. године, изабран је за судију Општинског суда у Кањижи, где је судио у парничним предметима до 1993. године, када је отворио адвокатску канцеларију у Кањижи, коју је водио све до 2008. године.
За председника општине Кањижа изабран је 2008. године. Ову функцију обавља до 2014. године, када је изабран за потпредседника Покрајинске владе и покрајинског секретара. 
Од 2010. до 2012. године био је члан Конгреса локалних и регионалних власти, консултативног тела Савета Европе са седиштем у Стразбуру.
Од 2008. године члан је Савеза војвођанских Мађара. Од 2011. године члан је Савета, а од 2013. године члан је Председништва ове странке.
Ожењен је и има троје деце. Поред мађарског и српског језика, служи се енглеским.